# Samsung Wave 575
Le Samsung Wave 575 (ou Samsung Wave S5750) est un smartphone fabriqué par Samsung. Successeur du Samsung Wave 525, il fonctionne sous le système d'exploitation Bada 1.1. Il a été officiellement lancé par Samsung le 8 octobre 2010. Le Wave est doté d'un écran tactile fin et d'une connectivité Internet 3G, ce qui n'était pas le cas de son prédécesseur.

## Caractéristiques matérielles

### Design
Ses dimensions sont 10 mm × 55 mm × 12 mm) et il pèse 100 g. Il a une antenne interne, une touche d'obturateur d'appareil photo à droite et une touche de verrouillage/déverrouillage. Il est disponible en noir, rose et blanc.

### Écran
L'écran est un écran capacitif multi-touch de 3,2 pouces 256 couleurs avec une définition de 240×400 pixels.

### Appareil photo
Le téléphone est équipé d'un appareil photo de 3,2 MP prenant des images de  2048 × 1536 pixels, ainsi que la géolocalisation. Les modes de prise de vue comprennent la photo unique, la photo sourire et le panorama. En tant que caméscope, il est capable d'enregistrer en HD. Les modes scène comprennent les modes nuit, paysage, sport, fête/intérieur, plage/spectacle et paysage lointain.

### Mémoire
Le téléphone dispose d'une mémoire intégrée de 100 Mo qui peut être étendue jusqu'à 32 Go. Les types de fentes pour cartes mémoire sont microSD et microSDHC.

### Batterie
Le téléphone est équipé d'une batterie Li-Ion d'une capacité de 1 200 mAh, ce qui lui permet de tenir 2 jours sans musique, pour le seul envoi de messages,.

### Connectivité sans fil
Il est également disponible avec Bluetooth 3.0, Wi-Fi (802.11b, 802.11g, 802.11n), il utilise une carte mini SIM et supporte HSPA 3.6/0.384 Mbit/s.

## Caractéristiques logicielles
Ce téléphone comprend un lecteur de musique prenant en charge les extensions MP3 ainsi que la reconnaissance musicale. Il comprend un lecteur vidéo prenant en charge les formats MPEG4, H.263, H.264, jusqu'à 720p. Il comprend également une radio avec des options d'enregistrement et une fonction de diffusion en continu. Il dispose d'un navigateur intégré "Dolfin 2.0" prenant en charge le contenu HTML avec des services en ligne intégrés pour Facebook et Twitter.

### Autres caractéristiques
Le téléphone intègre des services de géolocalisation permettant l'utilisation de systèmes GPS. Le répertoire pour l'ajout de contacts comprend des groupes d'appelants, plusieurs numéros par contact, la recherche par nom et prénom, l'identification de l'image, l'identification de la sonnerie. Comprend un calendrier, des alarmes et une calculatrice. La messagerie SMS et MMS instantanée prend en charge la saisie de texte prédictif et prend également en charge le courrier électronique (IMAP, POP3, SMTP, Microsoft Exchange, Push e-mail). Les notifications incluent les sonneries polyphoniques, les sonneries musicales, les alertes par vibration, le mode vol et le mode silencieux. Ce téléphone permet également l'enregistrement de la voix. Ce téléphone dispose aussi d'une synchronisation avec l'ordinateur et d'une synchronisation OTA.

### Support média
MP3, WMA, WAV, MP4, MPEG4, H.263, H.264, WMV, DivX, XviD, MKV